# Pergagrella monticola
Genre
Espèce
Pergagrella monticola, unique représentant du genre Pergagrella, est une espèce d'opilions eupnois de la famille des Sclerosomatidae.

## Distribution
Cette espèce est endémique d'Inde.

## Publication originale
- Roewer, 1954 : « Indoaustralische Gagrellinae (Opiliones, Arachnidae). (Weitere Weberknechte XVIII). 2. Teil. » Senckenbergiana biologica, vol. 35, p. 237–292.